# Miglior marcatore dell'anno solare IFFHS

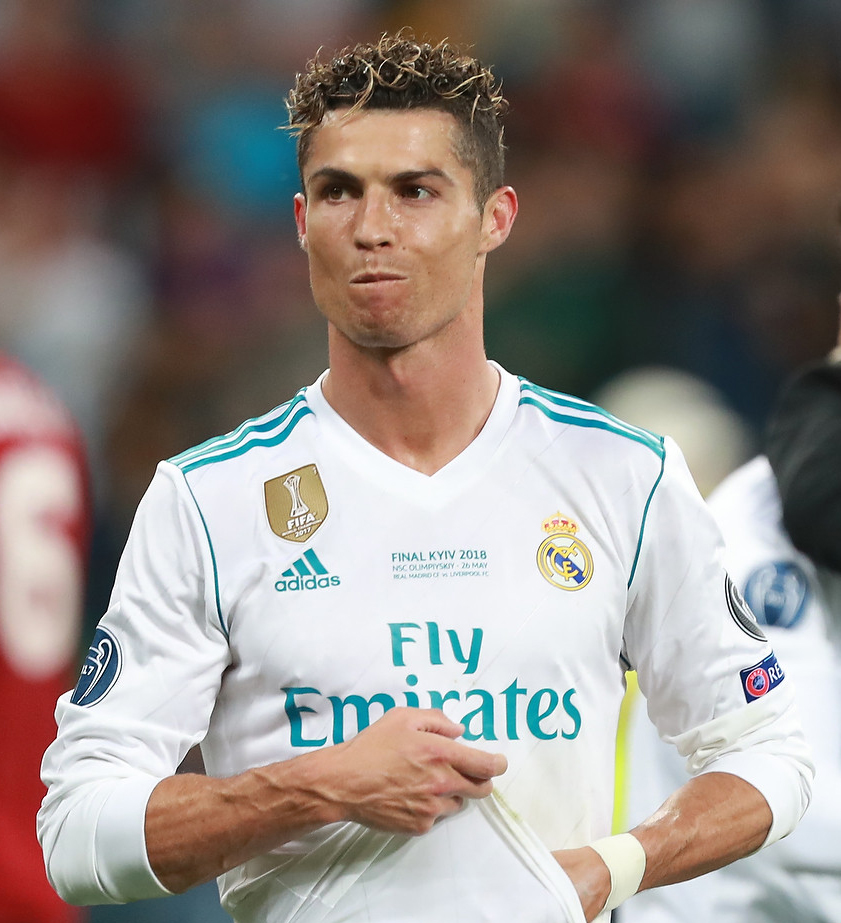
Cristiano Ronaldo, maggior vincitore del riconoscimento maschile con cinque affermazioni

Il Miglior marcatore dell'anno solare IFFHS (in inglese IFFHS World's Best Top Goal Scorer) è un premio calcistico assegnato dall'IFFHS ogni anno solare al calciatore che ha messo a segno il maggior numero di gol, contando quelli realizzati con il club e con la nazionale in gare ufficiali.
Il riconoscimento è stato assegnato per la prima volta nel 2020, ma la IFFHS ha stilato retroattivamente un albo d'oro dal 2011. Nel 2021 è stato istituito il corrispettivo premio per il calcio femminile.
Il maggior vincitore del premio per il calcio maschile è il portoghese Cristiano Ronaldo, con cinque affermazioni, seguito dall'argentino Lionel Messi e dal polacco Robert Lewandowski, con due affermazioni ciascuno.

## Calcio maschile

### Albo d'oro
| Anno | Giocatore            | Club                | Reti |
| ---- | -------------------- | ------------------- | ---- |
| 2011 | Cristiano Ronaldo    | Real Madrid         | 60   |
| 2012 | Lionel Messi         | Barcellona          | 91   |
| 2013 | Cristiano Ronaldo    | Real Madrid         | 69   |
| 2014 | Cristiano Ronaldo    | Real Madrid         | 61   |
| 2015 | Cristiano Ronaldo    | Real Madrid         | 57   |
| 2016 | Lionel Messi         | Barcellona          | 58   |
| 2017 | Harry Kane           | Tottenham           | 56   |
| 2018 | Baghdad Bounedjah    | Al-Sadd             | 58   |
| 2019 | Abderrazak Hamdallah | Al-Nassr            | 57   |
| 2020 | Robert Lewandowski   | Bayern Monaco       | 47   |
| 2021 | Robert Lewandowski   | Bayern Monaco       | 69   |
| 2022 | Kylian Mbappé        | Paris Saint-Germain | 56   |
| 2023 | Cristiano Ronaldo    | Al-Nassr            | 54   |
| 2024 | Viktor Gyökeres      | Sporting Lisbona    | 62   |

## Calcio femminile

### Albo d'oro
| Anno | Giocatrice       | Club           | Reti |
| ---- | ---------------- | -------------- | ---- |
| 2021 | Jennifer Hermoso | Barcellona     | 48   |
| 2022 | Fenna Kalma      | Twente         | 45   |
| 2023 | Temwa Chawinga   | Wuhan Jianghan | 63   |
| 2024 | Charlyn Corral   | Pachuca        | 44   |